# Lycium
Lycium is de botanische naam van een geslacht uit de nachtschadefamilie (Solanaceae). De naam Lycium is afgeleid van de oude staat Lycië in Klein-Azië. 
Soorten zijn:
- Gewone boksdoorn (Lycium barbarum)
- Chinese boksdoorn (Lycium chinense)